# Кватро Страде (Кјети)
Кватро Страде (итал. Quattro Strade) је насеље у Италији у округу Кјети, региону Абруцо.
Према процени из 2011. у насељу је живело 5 становника. Насеље се налази на надморској висини од 52 м.